# منتخب مدغشقر لكرة القدم الشاطئية
منتخب مدغشقر لكرة القدم الشاطئية ، هي منتخب وطني لكرة القدم الشاطئية في مدغشقر ، شاركت في بطولة الكاف لكرة القدم الشاطئية 3 مرات ، وكان أفضلها التتويج عام 2015م.

## وصلات خارجية
- http://www.beachsoccer.com/teams/Madagascar Retrieved 2015-4-18.
- http://www.beachsoccer.com/events/caf-beach-soccer-championships-seychelles-2015 Retrieved 2015-4-18.